# Ataenius africanus
Ataenius africanus är en skalbaggsart som beskrevs av S. Endrödi 1967. Ataenius africanus ingår i släktet Ataenius och familjen Aphodiidae. Inga underarter finns listade.